# Lokkende toner
|  | Denne artikel er oprettet af botten Steenthbot ud fra en ekstern database. Den kan derfor have sproglige fejl eller mangler. Denne skabelon kan fjernes efter kontrol af indholdet. |

Lokkende toner er en dansk kortfilm fra 1980 instrueret af Vlado Oravsky.

## Handling
”I et hyper stiliseret filmsprog, der er fremmedgjort og sprængt à la Godard, fortælles om en journalists jagt på sandheden om en popsangers mystiske forsvinden.